# Nasran
Nasran (russisch Назрань, inguschisch Наьсара/Năsara) ist die größte Stadt in der russischen Teilrepublik Inguschetien im Nordkaukasus. Nasran liegt etwa 1900 km südlich von Moskau und hat 93.335 Einwohner (Stand 14. Oktober 2010), neben Inguschen und Russen auch viele tschetschenische Flüchtlinge.

## Geschichte

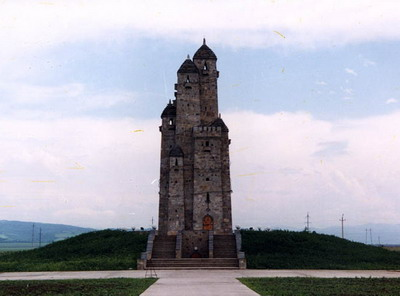
Mahnmal für Opfer politischer Repressionen in Nasran

Der Ort besteht spätestens seit dem 19. Jahrhundert. Ursprünglich war er ein kaukasustypisches Bergdorf (Aul); der Name geht zurück auf eine Volkslegende vom Erstsiedler namens Njassar.
Von 1944 bis 1957 war die Siedlung Teil der autonomen Sowjetrepublik Nordossetien und hieß in dieser Zeit Kosta-Chetagurowo zu Ehren des volkstümlichen ossetischen Dichters Kosta Chetagurow. 1967 erhielt Nasran, das mittlerweile wieder zur Tschetscheno-Inguschischen ASSR gehörte, den Stadtstatus.
Mit der Abtrennung Inguschetiens von Tschetschenien 1992 wurde Nasran zur Hauptstadt der Republik, seit Dezember 2002 ist allerdings die neugebaute Stadt Magas sechs Kilometer von Nasran offizieller Regierungssitz. Im Juni 2004 kam es zu einem schweren Rebellenangriff in ganz Inguschetien. Soldaten sowie Mitarbeiter der Staatsanwaltschaft und des Inlandsgeheimdienstes FSB wurden erschossen. 
Das Innenministerium und die Zentrale der Grenzpolizei in Nasran wurden gestürmt und der Innenminister der Kaukasusrepublik, Abukar Kostojew, sowie sein Stellvertreter, der Gesundheitsminister Dschabrail Kostojew und ein UN-Mitarbeiter wurden getötet. Nach etwa 7-stündigen Gefechten konnten Sicherheitskräfte die vermutlich tschetschenischen Terroristen zurückschlagen. Mehrere tausend Soldaten der russischen Streitkräfte wurden nach Nasran in Marsch gesetzt. Durch den Angriff starben 90 Menschen.

### Bevölkerungsentwicklung
| Jahr | Einwohner |
| ---- | --------- |
| 1939 | 2.838     |
| 1959 | 5.703     |
| 1970 | 12.894    |
| 1979 | 14.945    |
| 1989 | 18.246    |
| 2002 | 125.066   |
| 2010 | 93.335    |

Anmerkung: Volkszählungsdaten

## Wirtschaft und Verkehr
Es gibt in Nasran unter anderem eine Beton- und eine Legierungsfabrik, insgesamt spielt die Industrie in dieser Gegend im Vergleich zur Landwirtschaft aber eine eher untergeordnete Rolle.
Die Stadt liegt an der Fernstraße M29, die von der Region Krasnodar bis nach Dagestan führt, hat einen Eisenbahnanschluss und ist über den Flughafen Magas mit nationalen Zielen verbunden.

## Söhne und Töchter der Stadt
- Islam Timursijew (1983–2015), Boxer
- Musa Moguschkow (* 1988), Judoka
- Chassan Chalmursajew (* 1993), Judoka
- Selimchan Bakajew (* 1996), Fußballspieler
- Soltmurad Bakajew (* 1999), Fußballspieler